# Polígon
|  | Per a altres significats, vegeu «Polígon (desambiguació)». |

Exemples de diferents tipus de polígons

En geometria, un polígon o poligó (del grec πολύγωνος polýgōnos; de πολύς polýs, 'molts' i γωνία gōnía, 'cantonada' o 'angle') és una figura plana formada per un nombre finit de segments lineals seqüencials (línia poligonal). Cadascun d'aquests segments és un costat, i cada un dels punts on s'uneixen dos costats és un vèrtex. Sovint, el terme polígon també s'utilitza per descriure l'àrea compresa dins de la figura, o la unió de la figura i l'àrea. Un n-gon és un polígon de n costats, i un polígon amb tots els angles i costats iguals s'anomena polígon regular. Un polígon és un exemple bidimensional del concepte de polítop, el qual abraça qualsevol nombre de dimensions.

## Història

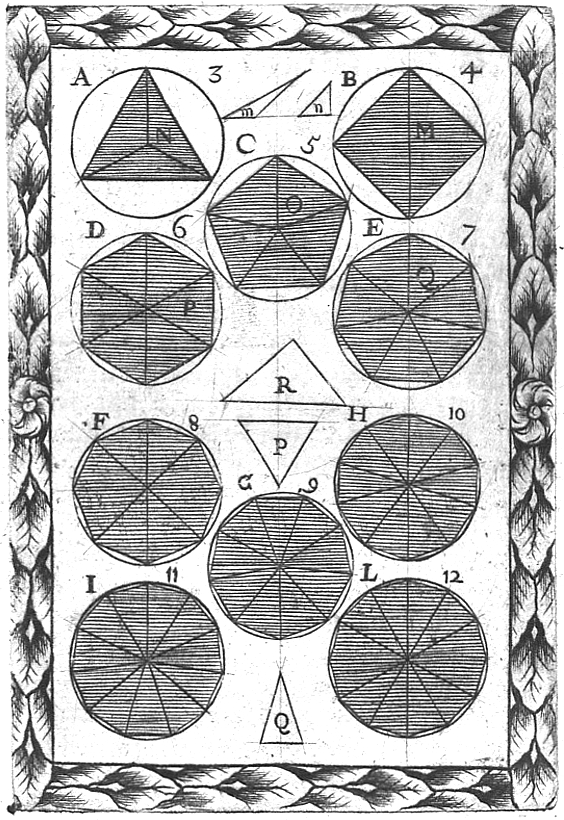
Imatge històrica de polígons (1699)

Els polígons han estat coneguts des de l'antiguitat. Els polígons regulars eren coneguts pels antics grecs, amb el pentacle, un polígon regular no convex (polígon estelat), que va aparèixer ja el segle VII abans de Crist en un crater d'Aristòfanes, trobat a Caere i que es troba ara als Museus Capitolins.
El primer estudi sistemàtic dels polígons no convexos en general que es coneix va ser el de Thomas Bradwardine en el segle xiv.
L'any 1952, Geoffrey Shephard va generalitzar la idea dels polígons al pla complex, on cada dimensió real va acompanyada per una d'imaginària, per crear polígons complexos.

## Classificació taxonòmica

Polígons de diferents tipus

El següent gràfic il·lustra part de la classificació taxonòmica dels polígons:
{\displaystyle {\mathit {Pol}}{\acute {\imath }}{\mathit {gon}}{\begin{cases}{\mathit {simple}}{\begin{cases}{\mathit {convex}}{\begin{cases}{\mathit {regular}}\\{\mathit {irregular}}\end{cases}}\\{\mathit {c}}{\grave {o}}{\mathit {ncau}}\end{cases}}\\{\mathit {complex}}\end{cases}}}

### Segons el nombre de costats
La classificació segons el nombre de costats és la que se sol usar normalment. Vegeu la secció Noms dels polígons.

### Segons la convexitat o tipus de no-convexitat
- Convex: qualsevol línia traçada a través del polígon (que no sigui tangent a un costat o vèrtex) talla la seva frontera exactament dos cops. De manera equivalent, tots els seus angles interiors són inferiors a 180 graus.
- No convex: es pot traçar una línia a través seu que talli la frontera més de dos cops. En altres paraules, té almenys un angle interior de més de 180 graus.
- Simple: la frontera del polígon no es creua amb ella mateixa. Tots els polígons convexos són simples.
- Còncau: polígon alhora no convex i simple.
- Amb forma d'estrella: tot l'interior del polígon és visible des d'un sol punt sense creuar cap costat. El polígon ha de ser simple, i pot ser o bé convex o bé còncau.
- Complex o autointersecant: la frontera del polígon es talla amb ella mateixa.
- Estrellat: polígon que s'autointerseca (complex) de manera regular.

### Segons la simetria
- Equiangular: tots els seus angles són iguals.
- Polígon cíclic o concíclic: tots els seus vèrtexs cauen sobre un únic cercle.
- Isogonal o vèrtex-transitiu: tots els vèrtexs cauen sobre la mateixa òrbita de simetria. Un polígon isogonal també és cíclic i equiangular.
- Equilàter: polígon que té tots els costats de la mateixa llargada. Un polígon de 5 o més costats pots ser equilateral sense ser convex.
- Isotoxal o costat-transitiu: tots els seus costats cauen sobre la mateixa òrbita de simetria. Un polígon isotoxal també és equilàter.
- Tangencial tots els seus costats són tangents a un cercle inscrit.
- Regular: un polígon regular és aquell que és alhora cíclic i equilàter. Un polígon regular no convex s'anomena polígon estrellat regular.

### Segons altres paràmetres
- Rectilini: polígon els costats del qual es troben en angles rectes, és a dir, tots els seus angles interiors són de 90 o 270 graus.
- Monòton: un polígon és monòton respecte a una línia donada L si tota línia ortogonal a L interseca el polígon no més d'una vegada.

## Noms dels polígons
| Nom          | Costats | Nom           | Costats |
| ------------ | ------- | ------------- | ------- |
| Triangle     | 3       | Hexadecàgon   | 16      |
| Quadrilàter  | 4       | Heptadecàgon  | 17      |
| Pentàgon     | 5       | Octadecàgon   | 18      |
| Hexàgon      | 6       | Enneadecàgon  | 19      |
| Heptàgon     | 7       | Icosàgon      | 20      |
| Octàgon      | 8       | Icosihenàgon  | 21      |
| Enneàgon     | 9       | Icositetràgon | 24      |
| Decàgon      | 10      | Triacontàgon  | 30      |
| Hendecàgon   | 11      | Tetracontàgon | 40      |
| Dodecàgon    | 12      | Pentacontàgon | 50      |
| Tridecàgon   | 13      | Hectàgon      | 100     |
| Tetradecàgon | 14      | Quiliògon     | 1.000   |
| Pentadecàgon | 15      | Miriàgon      | 10.000  |

Els polígons reben un nom concret segons el seu nombre de costats. Es combina un prefix numèric derivat del grec amb el sufix -gon ('costat'), com, per exemple, pentàgon (cinc costats) o dodecàgon (dotze costats). El triangle i el quadrilàter són excepcions a aquesta regla. Quan es tracta de polígons de molts costats, els matemàtics escriuen el mateix numeral, com, per exemple, 63-gon. També es pot fer servir una variable, normalment n-gon, quan es vol indicar un nombre de costats n desconegut.
Per construir el nom d'un polígon de més de 20 i menys de 100 costats, es combinen els prefixos de la següent manera:
| -kai- | 1  | -hena-      | -gon |   |         |
| -kai- | 20 | icosi-      | -gon | 2 | -di-    |
| -kai- | 30 | triaconta-  | -gon | 3 | -tri-   |
| -kai- | 40 | tetraconta- | -gon | 4 | -tetra- |
| -kai- | 50 | pentaconta- | -gon | 5 | -penta- |
| -kai- | 60 | hexaconta-  | -gon | 6 | -hexa-  |
| -kai- | 70 | heptaconta- | -gon | 7 | -hepta- |
| -kai- | 80 | octaconta-  | -gon | 8 | -octa-  |
| -kai- | 90 | enneaconta- | -gon | 9 | -ennea- |

Per exemple, una figura de 42 costats s'anomenaria de la següent manera:
| Desenes     | i     | Unitats | Nom complet del polígon |                    |
| ----------- | ----- | ------- | ----------------------- | ------------------ |
| tetraconta- | -kai- | -di-    | -gon                    | tetracontakaidígon |

I una figura de 50 costats:
| Desenes     | i | Unitats | Sufix final | Nom complet del polígon |
| ----------- | - | ------- | ----------- | ----------------------- |
| pentaconta- |   |         | -gon        | pentacontàgon           |

## Propietats

Partició d'un n-àgon en n − 2 triangles

En tota la secció s'assumeix la geometria euclidiana.

### Angles
Qualsevol polígon, regular o irregular, complex o simple, té tants vèrtexs com costats. A més, cada vèrtex té diversos angles. Els angles més importants són els següents:
- Angle interior: la suma de tots els angles interiors d'un n-gon simple és (n − 2)π radians o (n − 2)180 graus. Això és així perquè qualsevol n-gon simple es pot considerar format per (n − 2) triangles, cadascun dels quals té una suma d'angles interiors de π radians o 180 graus. La mesura de qualsevol angle interior d'un n-gon regular convex és {\displaystyle \left(1-{\tfrac {2}{n}}\right)\pi } radians o {\displaystyle 180-{\tfrac {360}{n}}} graus. Els angles interiors dels polígons estrellats van ser estudiats per primera vegada per Poinsot, en el mateix article en el qual descriu els sòlids de Kepler-Poinsot.
- Angle exterior: quan es dibuixa un n-gon convex, l'angle «girat» en un vèrtex és l'angle exterior (o extern). Quan es traça tot el polígon es fa una volta completa, de tal manera que la suma de tots els angles exteriors ha de ser de 360°. Aquest argument es pot generalitzar a polígons simples còncaus fent que els angles externs que giren en la direcció oposada contribueixin negativament (restin). En general, si es traça un n-gon, la suma dels angles exteriors pot ser qualsevol enter múltiple de 360°, com, per exemple, 720° per un pentacle.

L'angle exterior és suplementari a l'angle d'interior.

### Àrea i centroide

Nomenclatura d'un polígon en dues dimensions

L'àrea d'un polígon és la mesura de la regió bidimensional tancada pel polígon. Per a un polígon simple de n vèrtexs, l'àrea és expressada per:
{\displaystyle A={\frac {1}{2}}\sum _{i=0}^{n-1}(x_{i}y_{i+1}-x_{i+1}y_{i})\,}
D'altra banda, les coordenades del baricentre (o centroide o centre de masses) són:
{\displaystyle C_{x}={\frac {1}{6A}}\sum _{i=0}^{n-1}(x_{i}+x_{i+1})(x_{i}y_{i+1}-x_{i+1}y_{i})\,}
{\displaystyle C_{y}={\frac {1}{6A}}\sum _{i=0}^{n-1}(y_{i}+y_{i+1})(x_{i}y_{i+1}-x_{i+1}y_{i})\,}
Per tancar el polígon cal considerar el primer i darrer vèrtex com el mateix, és a dir xn, yn = x0, y0. Cal ordenar els vèrtexs d'acord amb la seva orientació positiva o negativa (en el sentit de les agulles del rellotge o en el sentit contrari, respectivament); si s'ordenen negativament, el valor donat per la fórmula de l'àrea serà negatiu però correcte en valor absolut. Se sol anomenar fórmula d'àrea de Gauss.
L'àrea d'un polígon simple també es pot calcular si es coneixen les longituds dels costats (a1, a₂, ..., an) i els angles exteriors (θ1, θ₂, ..., θn). La fórmula, descrita per Lopshits el 1963, és:
{\displaystyle {\begin{aligned}A={\frac {1}{2}}(a_{1}[a_{2}\sin(\theta _{1})+a_{3}\sin(\theta _{1}+\theta _{2})+\cdots +a_{n-1}\sin(\theta _{1}+\theta _{2}+\cdots +\theta _{n-2})]\\{}+a_{2}[a_{3}\sin(\theta _{2})+a_{4}\sin(\theta _{2}+\theta _{3})+\cdots +a_{n-1}\sin(\theta _{2}+\cdots +\theta _{n-2})]\\{}+\cdots +a_{n-2}[a_{n-1}\sin(\theta _{n-2})])\end{aligned}}}
Si el polígon es pot dibuixar en una reixeta (malla) equiespaiada de tal manera que tots els seus vèrtexs siguin nodes de la reixeta, el teorema de Pick dona una fórmula simple per calcular l'àrea del polígon basant-se en el nombre de punts interiors del polígon i de sobre la frontera.
En qualsevol polígon de perímetre p i àrea A  es compleix el teorema isoperimètric: {\displaystyle p^{2}>4\pi A}

#### Àrea d'un polígon regular
L'àrea d'un polígon regular es pot calcular en termes del seu apotema a (de vegades anomenat radi) i del seu perímetre p segons la següent fórmula:
{\displaystyle A={\tfrac {1}{2}}\cdot p\cdot r}
L'àrea d'un n-gon regular de costat s inscrit en un cercle unitat és:
{\displaystyle A={\frac {ns}{4}}{\sqrt {4-s^{2}}}}
L'àrea d'un n-gon regular en termes del radi r del seu cercle circumscrit i el seu perímetre p és expressada per:
{\displaystyle A={\frac {r}{2}}\cdot p\cdot {\sqrt {1-{\tfrac {p^{2}}{4n^{2}r^{2}}}}}}
L'àrea d'un n-gon regular inscrit en un cercle unitat, de costat s i d'angle interior θ també es pot expressar trigonomèticament com a:
{\displaystyle A={\frac {ns^{2}}{4}}\cot {\frac {\pi }{n}}={\frac {ns^{2}}{4}}\cot {\frac {\theta }{n-2}}=n\cdot \sin {\frac {\pi }{n}}\cdot \cos {\frac {\pi }{n}}=n\cdot \sin {\frac {\theta }{n-2}}\cdot \cos {\frac {\theta }{n-2}}}

### Graus de llibertat
Un n-gon té 2n graus de llibertat distribuïts de la següent manera: 2 de posició, un d'orientació rotacional, un de mida general i 2n - 4 per forma. En el cas de simetria de reflexió aquest darrer es redueix a 2n - 2.

## Costat adjacent
Un costat adjacent, en un polígon, és un costat que comparteix un vèrtex amb un altre costat donat, en el cas particular d'un triangle rectangle un catet és el costat adjacent de l'altre catet.

## Generalitzacions
La idea d'un polígon s'ha generalitzat en diversos sentits. Alguns dels més importants inclouen:
- Un polígon esfèric és un circuit d'arcs de grans cercles (costats) i vèrtexs en la superfície d'una esfera. Permet el dígon, un polígon que només té dos costats i dues cantonades, cosa que és impossible en el pla. Els polígons esfèrics tenen un paper important en la cartografia (la creació de mapes) i en la construcció de Wythoff dels políedres uniformes.
- Un polígon guerxo no rau en un pla, sinó que fa ziga-zaga en tres (o més) dimensions. Els polígons de Petrie dels polítops regulars en són un exemple molt conegut.
- Un apeirògon és una seqüència infinita de costats i angles, que no és tancada, però que no té final perquè s'estén indefinidament en totes direccions.
- Un apeirògon guerxo és una seqüència infinita de costats i angles que no rau en el pla.
- Un polígon complex és una configuració anàloga al polígon ordinari, que existeix en el pla complex de dues dimensions reals i dues d'imaginàries.
- Un polígon abstracte és un conjunt parcialment ordenat algebraic que representa diversos elements (costats, vèrtexs, etc.) i llur connectivitat. Es diu que un polígon geomètric real és una realització del seu polígon abstracte associat. En funció del mapatge, totes les generalitzacions descrites aquí es poden realitzar.
- Un políedre és el sòlid tridimensional limitat per cares poligonals planes, anàleg al polígon en dues dimensions. Les formes corresponents en quatre o més dimensions s'anomenen polítops.[11] En altres convencions, les paraules políedre i polítop s'utilitzen en qualsevol dimensió, amb la diferència que un polítop està necessàriament limitat.[12]